# Leobinus von Chartres

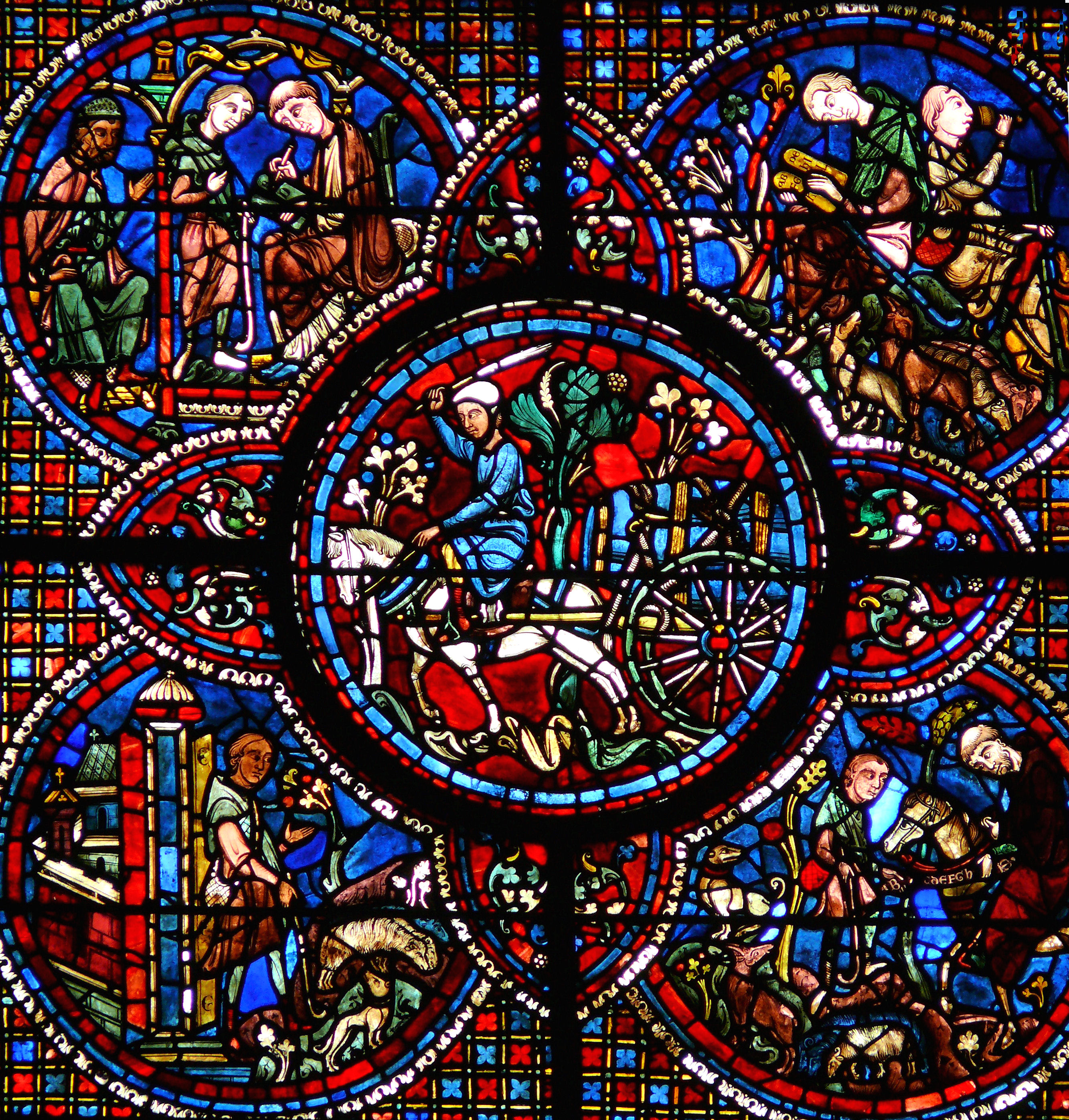
Leobinus-Fenster in der Kathedrale von Chartres, Szenen aus dem Leben des Heiligen in den äußeren Medaillons

Der heilige Leobinus von Chartres, auch Lubinus (frz. Saint Lubin), (* bei Poitiers; † 14. März 557 in Chartres) ist ein Heiliger der katholischen Kirche, der vor allem in Frankreich verehrt wird. Er war von 544 bis zu seinem Tod im Jahr 557 Bischof von Chartres. Sein Gedenktag ist der 14. März.

## Legende
Der heilige Leobinus wurde wohl gegen Ende des 5. Jahrhunderts auf einem Bauernhof bei Poitiers geboren. Als er das Vieh seiner Eltern hütete, begegnete ihm eines Tages ein Mönch. Diesen bat er, ihm die Buchstaben des Alphabets aufzuschreiben, damit er sich das Lesen beibringen könne. Da nichts anderes zur Verfügung stand, schrieb der Mönch die Buchstaben auf den Gürtel des lernbegierigen Jungen (s. Abbildung, unteres rechtes Medaillon). Zu seiner weiteren Unterweisung kam Leobinus in ein Kloster in der Nähe von Poitiers, vielleicht in die Abtei Saint-Martin de Ligugé. Nachdem er einige Jahre als Einsiedler verbracht hatte, setzte ihn der Bischof Ätherius von Chartres als Abt des Klosters von Brou ein. Nach dem Tod von Ätherius im Jahr 544 ernannte der Frankenkönig Childebert I. Leobinus zum Bischof von Chartres. Im Jahr 549 nahm Leobinus am fünften Konzil von Orléans und drei Jahre später am zweiten Konzil von Paris teil. 

## Reliquien und Verehrung
Leobinus wurde in der Kirche Saint-Martin du Val in der Umgebung von Chartres beigesetzt. Die Pariser Kirchen Saint-Séverin und Saint-Paul-Saint-Louis besitzen Reliquien des Heiligen. In der Kirche Saint-Nicolas in Blois wird sein Haupt aufbewahrt. Durch den heiligen Leobinus sollen Wunderheilungen und Erweckungen vom Tod erfolgt sein. Mehrere Gemeinden und Dorfkirchen im Norden Frankreichs tragen seinen Namen. Er ist der Schutzpatron von Chartres, von Pithiviers im Département Loiret und von Rouvray-Catillon im Département Seine-Maritime.

## Darstellung

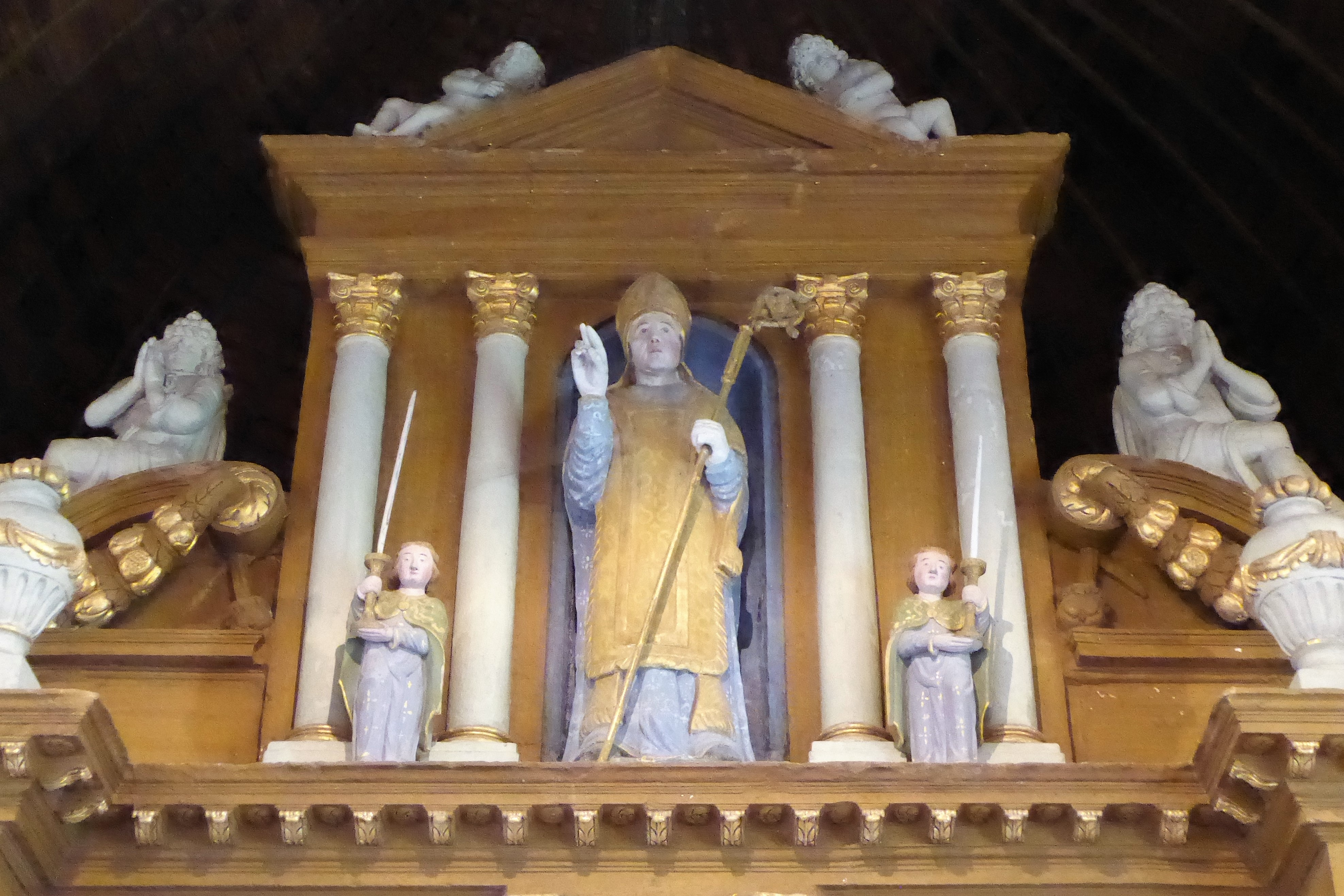
Statue des heiligen Leobinus in der Kirche Saint-Lubin in Chassant

Ein Relief am Südportal der Kathedrale von Chartres aus der ersten Hälfte des 13. Jahrhunderts stellt den heiligen Leobinus am Sterbebett des heiligen Kaletrik dar und auf einem Glasfenster sind Szenen aus seinem Leben dargestellt.
In der Kirche Saint-Lubin in Mazangé im Département Loir-et-Cher ist Leobinus auf einer Wandmalerei dargestellt. Eine aus dem 18. Jahrhundert stammende Statue in der ihm geweihten Kirche von Chassant im Département Eure-et-Loir zeigt ihn im Bischofsornat.

## Patrozinien und Patronate
- Folgende Kirchen in Frankreich sind Leobinus geweiht: 
  - Saint-Lubin in Brou, Département Eure-et-Loir
  - Saint-Lubin in Chassant, Département Eure-et-Loir
  - Saint-Lubin in Châteaudun, Département Eure-et-Loir
  - Saint-Lubin in Mazangé, Département Loir-et-Cher
  - Saint-Lubin in Rambouillet, Département Yvelines
  - Saint-Lubin in Umpeau, Département Eure-et-Loir

- Folgende Orte in Frankreich sind nach Leobinus benannt:
  - Saint-Lubin-de-Cravant, Département Eure-et-Loir
  - Saint-Lubin-de-la-Haye, Département Eure-et-Loir
  - Saint-Lubin-des-Joncherets, Département Eure-et-Loir
  - Saint-Lubin-en-Vergonnois, Département Loir-et-Cher